# Liste hiérarchique des langues

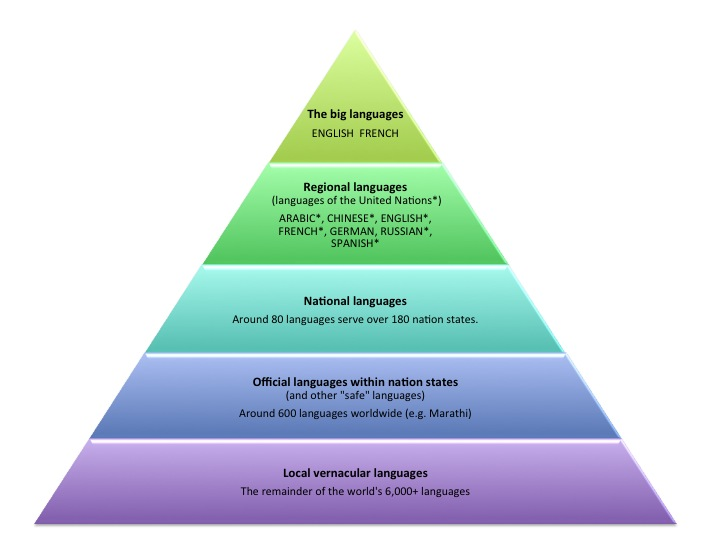
La hiérarchie des langues mondiales (adapté de Graddol, 1997)

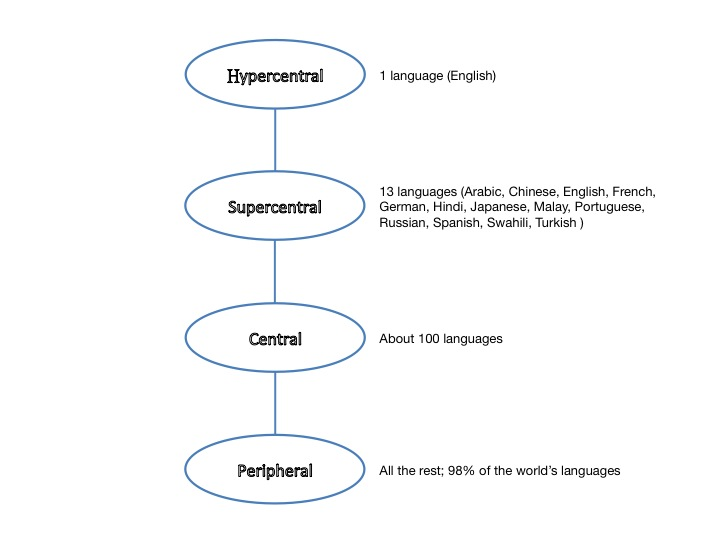
Théorie globale d'Abram de Swaan : une langue hypercentrale (anglais) ; 13 langues supercentrales (arabe, mandarin, anglais, français, allemand, hindi, japonais, malais, portugais, russe, espagnol, swahili, turc) ; une centaine de langues centrales ; et des langues périphériques (toutes les autres, 98 % des langues du monde).

Une liste hiérarchique des langues est, en linguistique et en sociologie, un système théorique de classement global des langues qui tente de les classer hiérarchiquement en fonction de leur importance dans le monde.
En 1997, David Graddol (en), dans son ouvrage The future of English, a ainsi établi une hiérarchie des langues sous la forme d'une pyramide. Rainer Enrique Hamel, en 2010, a obtenu des résultats très similaires[évasif][réf. nécessaire], tout comme Alain et Louis-Jean Calvet[réf. nécessaire], en 2022, dans leur Baromètre des langues.
Parmi ce type de liste hiérarchique, on peut également citer celle d'Abram de Swaan, en 2001, qui repose sur les notions de « périphérie » de la théorie du Système-monde[réf. nécessaire].

## Critères de hiérarchisation des langues
Plusieurs indicateurs permettent d'établir une hiérarchie des langues, en fonction de :
- leur nombre de locuteurs
- leur distribution géographique
- leur caractère de langue officielle
- leur utilisation en tant que langue véhiculaire
- leur caractère transfrontalier
- leur utilisation au sein de groupes ethniques
- leur utilisation au sein d'organisations internationales
- leur utilisation pour les relations internationales de commerce
- leur enseignement en tant que langue étrangère

## Classement
| Catégorisation                                                 | Langue           | Note |
| -------------------------------------------------------------- | ---------------- | --- |
| Langue mondiale / universelle, dite grande langue              | Anglais          | Langue de l'ONU Présence sur tous les continents Langue véhiculaire dans de nombreux pays Langue du commerce, des affaires Langue de la culture, ambassadrice du monde anglo-saxon Langue diplomatique Langue des organisations internationales Langue olympique, de la FIFA Langue de la CPI, d'Interpol Langue du Commonwealth of Nations Langue de l'espace Langue d'Internet |
| Langue mondiale / universelle, dite grande langue              | Français,        | Langue de l'ONU Présence sur tous les continents Langue véhiculaire dans de nombreux pays Langue diplomatique et juridique Langue olympique, de la FIFA, & de UCI Langue de la CPI, d'Interpol Langue de la francophonie |
| Langue supra nationale / internationale, dite langue régionale | Arabe            | Langue de l'ONU Présence en Afrique et Asie Langue véhiculaire dans de nombreux pays Langue d'Interpol Langue de la ligue arabe |
| Langue supra nationale / internationale, dite langue régionale | Espagnol         | Langue de l'ONU Présence en Amérique, Europe et Afrique Langue de la FIFA Langue d'Interpol |
| Langue supra nationale / internationale, dite langue régionale | Russe            | Langue de l'ONU Présence en Europe et Asie Langue véhiculaire dans de nombreux pays Langue de l'espace |
| Langue supra nationale / internationale, dite langue régionale | Chinois mandarin | Langue de l'ONU Présence en Asie |
| Langue supra nationale / internationale, dite langue régionale | Allemand         | Présence en Europe Langue de la FIFA, de la Commission Européenne |

## Autres langues supra nationales
Car traversant les frontières, et partagées par un grand nombre de locuteurs, d'autres langues sont considérées également comme régionales :
- portugais
- hindi
- bengali
- malais
- néerlandais/afrikaans
- swahili
- persan
- turc
- italien
- tamoul

## Conséquence du renforcement de certaines langues
La planète compte plus de 6000 langues, et par le renforcement de certaines langues comme l'anglais, des langues locales, peu représentées en locuteurs, disparaissent, ne disposant pas de population pour perpétuer leur mémoire et leur transmission. Cela diminue d'autant la diversité linguistique mondiale.